# Велесело
Велесело (на македонска литературна норма: Велесело) е село в южната част на Северна Македония, община Новаци.

## География
Селото е разположено в подножието на Селечката планина, югоизточно от град Битоля.

## История
В XIX век Велесело е изцяло българско село в Битолска кааза на Османската империя. Според статистиката на Васил Кънчов („Македония. Етнография и статистика“) от 1900 година Велео Село има 110 жители, всички българи християни.
На Етнографската карта на Битолския вилает на Картографския институт в София от 1901 година Веле село е чисто българско село в Битолската каза на Битолския санджак с 18 къщи.
В началото на XX век християнското население на селото е под върховенството на Българската екзархия. По данни на секретаря на екзархията Димитър Мишев („La Macédoine et sa Population Chrétienne“) в 1905 година в Велесело има 128 българи екзархисти.
По време на българското управление на Вардарска Македония през Първата световна война Веле-село е част от Бродска община в Битолска селска околия и има 72 жители.
Според преброяването от 2002 година селото има 4 жители, всички северномакедонци.
| Националност     | Всичко |
| северномакедонци | 4      |
| албанци          | 0      |
| турци            | 0      |
| роми             | 0      |
| власи            | 0      |
| сърби            | 0      |
| бошняци          | 0      |
| други            | 0      |